# 罗库勒
罗库勒（法語：Raucoules，法語發音：[ʁɔkul]）是法国上卢瓦尔省的一个市镇，属于伊桑若区。

## 地理
罗库勒（45°11'15"N, 4°17'42"E）面积21.01 平方千米，位于法国奥弗涅-罗讷-阿尔卑斯大区上盧瓦爾省，该省份为法国中南部省份，北起多姆山省和卢瓦尔省，西接康塔爾省，南至洛泽尔省，东临阿尔代什省。
与罗库勒接壤的市镇（或旧市镇、城区）包括：迪尼耶尔、拉普特、沃莱地区蒙福孔、蒙勒加尔、圣帕勒德蒙。

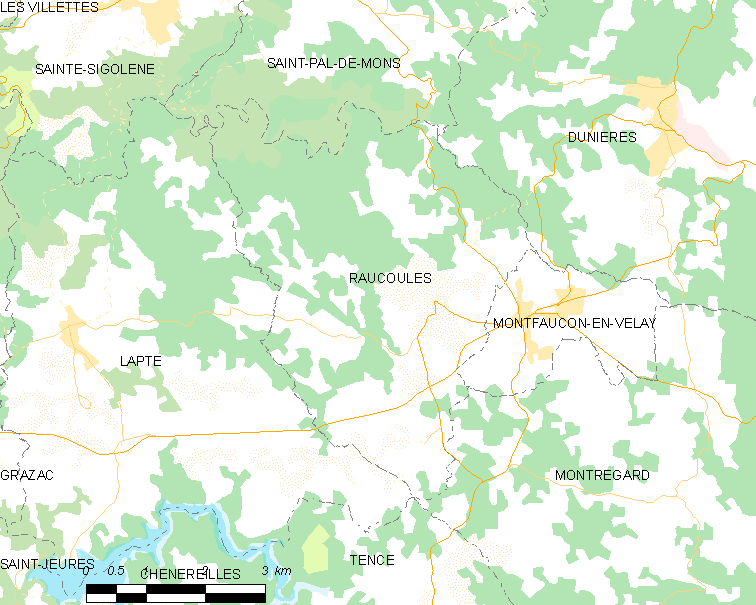
罗库勒的OSM定位图

罗库勒的时区为UTC+01:00、UTC+02:00（夏令时）。

## 行政
罗库勒的邮政编码为43290，INSEE市镇编码为43159。

## 政治
罗库勒所属的省级选区为布蒂耶尔县。

## 人口

1962-2008年间罗库勒人口变化图示

罗库勒于2022年1月1日时的人口数量为947人。